# Серома
Серома је накупина у виду џепа испуњена бистром серозном течности (филтрираном крвном плазмом или лимфом) или течне масти у делу тела где је дошло до трауме или након хируршке операције (обично испод недавне хируршке ране, посебно после операције дојке, абдоминалне хирургије и реконструктивне хирургије). Иако је серома уобичајена, бенигна компликација, она је веома узнемирујућа за пацијента и манифестује се као добро ограничен оток коже, нелагодност на притисак и цурење течности из ране.
Серома се може дијагностиковати на основу физичких знакова и компјутеризоване томографије.
Лечење сероме понекад може бити тешко  јер серозна течност може  дуго да цури, а упорно цурење може изазвати проблеме. Накупина течност се може испразнити, укључујући хируршки уметање дрена. Сероми се могу спречити пажљивом хируршком интервенцијом, и постоперативним убацивањем дрена пре него што се она формира. Држање и положај пацијента, или фикасација дојке након операције могу смањити ризик од формирања серома.

## Етимологија
Око 16. века пре нове ере, реч серома  је настала из француског језика од речи сереук, што значи „водени”, касније је значење промењено у „од, излучивања или серума”. Директно реч потиче од латинске речи серосус, што значи "водена течност, сурутка". Касније је ова реч спојен са речотворним елементом из грчкогјезика  ома, са -о-, продуженим основним самогласником + -ма суфиксом, посебно узетим у медицинској употреби као "тумор" или "морбидни раст". 

## Класификација
Серома садржи серозну течност, која се састоји се од крвне плазме која је процурила из пукнутих малих крвних судова и запаљенске течности коју производе повређене и умируће ћелије. 
Сероми се разликују од хематома, који садрже црвена крвна зрнца, и апсцеса, који садрже гној и резултат је инфекције. Серозна течност се такође разликује од лимфе.

## Етиологија
Тачни узроци серома нису јасни, али су уобичајени у пределу дојке код особа које су биле подвргнуте операцији за лечење рака дојке. Друге процедуре које могу изазвати сероме укључују:
- смањење груди,
- имплантант дојке,
- биопсију дојке,
- пластичну или естетску хирургију,
- пластичну и реконструктивну хирургију.

Како је формирање серома нека врста одговора тела на мртви простор унутар ткива који је био причвршћен за нешто пре операције, хирурзи могу очекивати да ће се серома развити након хируршких захвата или тамо где дође до било каквог пуцања коже.

### Фактори ризика
Фактори ризика који могу повећати вероватноћу формирања серома су:
- старост,

- величина дојки,

- присуство и број канцерогених чворова у пазуху

- претходна операција или биопсије,
- употреба лекова хепарина или тамоксифен,
- индекс телесне масе

## Патогенеза
Сероми се обично појављују 7-10 дана по операцији, након што су дренажне цеви уклоњене. Подручја укључена у операцију могу развити подручја која су отечене и испод којих се пипањем осећа течност испод коже.
Након што хируршка интервенција узрокује оштећење крвних и лимфних судова и околног ткива, долази до упалног одговора, а одсечени крвни судови и ткива ће произвести бистру течност као одговор на ту врсту трауме. Због тога на тим местима постоји бол и оток након операције. У неким случајевима, накупљена течност формира џеп, у коме долази до стварања серома.
Извођење операције на начин који смањује ризик од остављања мртвог простора такође може смањити вероватноћу развоја серома.

## Клиничка слика
Сероми формирају грудвице испод коже испуњене жућкастом до белом течношћу која се назива серозна течност. Ово је иста она течност која се обично виђа код пликова и свежих посекотина. Серома може изазвати еритем (црвенило коже), а могу изазвати значајан бол.  

## Дијагноза
Серома се може дијагностиковати на основу знакова на кожи или се   може напипати као тврда маса испод коже. На компјутеризованој томографији, сероми имају радиогустину од 0-20 Хаунсфилдових јединица, углавном у доњем делу овог опсега, у складу са чистом течношћу. 
Квржице се могу иглом апирирати да би се утврдило да ли садрже серозну течност уместо гноја, крви или друге течности.

## Диференцијална дијагноза
У стања која се понекад погрешно идентификују као сероми спадају:
Хематоми, или крвни подливи који су накупине крви у мртвом простору у телу. Обично је узроковано отварањем малог крвног суда док се неко опоравља од операције. Хематоми ће можда морати да се дренирају јер могу бити болни, довести до ожиљака и изазвати инфекцију.
Лимфокела, која се односи на абнормално накупљање лимфне течности након хируршке процедуре.
Апсцес, је болна колекција гноја која је углавном последица бактеријске инфекције. Гној је густа течност која садржи бела крвна зрнца, мртво ткиво и клице. Већина апсцеса се формира испод коже, али се могу појавити унутар тела у органу или простору између органа.

## Превенција

### Хируршка
Нежна хируршка техника са пажљивом и прецизном контролом крварења помаже у избегавању серома. Липосукција доприноси формирању серома када се ради у комбинацији са стварањем "преклопа" и потенцијални простор се спаја са третираним подручјем. У хирургији затезања стомака постоји контроверза по томе да ли електрохируршка дисекција или доприноси формирању серума или га спречава.
Дренови се традиционално користе, али њихову употребу доводе у питање разни аутори који верују да само прошивање шавова може бити довољно да се постигну резултати једнако добри или бољи него када се користе дренови. Сероми се акумулирају у ономе што је познато као "мртви простор" где постоји потенцијално место за накупљање течност. У том смислу превенција је усмерена на смањење или елиминисање мртвог простора.  Прешивени шавови смањују ризик од одвајања слоја коже и масти од дубљег мишићног слоја и да се одвајање попуни течношћу, физички држећи те слојеве заједно. Одводи усисавају два слоја заједно тако да природни "лепак"  ( фибрин ) и зарастање рана имају шансу за трајну везу.

### Нехируршка
Спречавање померања између слојева омогућава да се пробна почетна веза фибрина појача зарастањем рана са танким, јаким слојем ожиљка. Избегавање одређених положаја за одређене операције може имати ефекта (нпр. код абдоминопластике, усправно седење са савијеним коленима и савијеним куковима ће изазвати притисак у доњем делу стомака и склоност ка формирању серома, па је најбоље да пацијент стоји или барем да буде у полулежећем положају). Спољни притисак може помоћи у имобилизацији, али се такође сматра да смањује склоност да течност исцури из крвних судова повећањем повратног притиска на те изворе течности. Након повећања груди или двоструке мастектомије, везивање грудног коша може се препоручити неколико недеља како би се смањио ризик од серома. 

## Терапија
Понекад је тешко лечити сероме. Прешивање (уметање прекинутих дубоких шавова у рану) после мастектомије вероватно значајно смањује формирање серома.  Аспирација танком иглом је уобичајена процедура.  Међутим, то је контроверзно, па неки аутори не препоручују апирацију из разлога што серома може бити медијум за културу бактерија,  док  други саветују аспирацију само за сакупљене превелике количине течности. Јер чак и аспирација која се спроводи у асептичним условима носи одређени ризик од инфекције.  У зависности од запремине и трајања, контрола цурења може потрајати и до неколико недеља, па се она може решити аспирацијом серума и применом завоја под притиском. Ручна лимфна дренажа коју спроводи обучени професионалац такође може помоћи у управљању и лечењу серома.
Ако се серум или цурење не повуку (нпр. након биопсије меког ткива ), може бити неопходно одвођење пацијента назад у операциону салу да би се у рану ставио неки облик затвореног дрена за усисавање.
У случају лумпектомије, формирање серома на месту лумпектомије се у медицинској литератури наводи као корисно, уз тврдње да може допринети очувању контуре дојке. 
Како су сероми често мета третмана у делимичној терапији дојке зрачењем, у неким случајевима, серома ће можда морати да се претхоодно дренира пре сеанси радиотерапије као адјуванса за операцију.